# اقتصاد الهند
يتّصف اقتصاد الهند بأنه اقتصاد سوقي نامٍ متوسّط الدخل. وهو سادس أكبر اقتصاد في العالم من حيث الناتج الإجمالي المحلي الاسمي والثالث من حيث تساوي القوة الشرائية. حسب صندوق النقد الدولي، وعلى أساس نصيب الفرد من الدخل، احتلّت الهند المرتبة 145 من حيث الناتج الإجمالي المحلي (الاسمي) و122 من حيث الناتج الإجمالي المحلي (تساوي القوة الشرائية). منذ استقلالها عام 1947 وحتى عام 1991، دعمت الحكومات المتعاقبة سياسات اقتصادية حمائية، مع تدخل شديد للدولة في السوق وتشريعات اقتصادية كثيرة. وُصف هذا النظام بالتوجيهية، بصورة نظام ترخيص راج. أدى انتهاء الحرب الباردة وأزمة شديدة في ميزانية المدفوعات عام 1991 إلى اعتماد تحرير اقتصادي واسع في الهند. منذ مطلع القرن الواحد والعشرين، أصبح متوسط النمو السنوي في الناتج الإجمالي المحلي بين 6% و7%، ومنذ عام 2013 إلى 2018، كانت الهند أسرع اقتصاد كبير في النموّ، متغلّبة على الصين. تاريخيًّا، كانت الهند أكبر اقتصاد في العالم في معظم الألفيّتين منذ القرن الأول حتى القرن التاسع عشر.
يبقى منظور النمو الاقتصادي على المدى البعيد إيجابيًّا في الهند بفضل شباب السكان وقلة نسبة التبعية فيه، وحسابات التوفير الصحية، ومعدلات الاستثمار، والعولمة المتزايدة في الهند والاندماج في الاقتصاد العالمي. تباطأ الاقتصاد عام 2017، بسبب صدمات «نزع الماليّة» عام 2016 وإقرار ضريبة السلع والخدمات عام 2017. تقريبًا 60% من الناتج الإجمالي المحلي آتٍ من الاستهلاك المحلي الخاص. لم يزل البلد سادس أكبر سوق استهلاك عالمي. إلى جانب الاستهلاك الخاص، يدعم الناتج الإجمالي المحلي الإنفاق الحكومي والاستثمار والتصدير. في عام 2019، كانت الهند تاسع أكبر مستورد في العالم وثاني عشر أكبر مصدّر. الهند عضو في منظمة التجارة العالمية منذ 1 يناير 1995. وهي في المرتبة 63 في مؤشر سهولة العمل والمرتبة 68 في تقرير التنافسية العالمي. كانت اليد العاملة في الهند ثاني أكبر يد عاملة في العالم عام 2019، إذ تشمل 500 مليون عامل. الهند من الدول الأولى عالميًّا من حيث عدد المليارديريين فيها، وفيها تفاوت شديد في الدخل. ولأن الهند فيها اقتصاد غير رسمي كبير، لا يدفع ضرائب الدخل من الهنود إلا 2% تقريبًا.
في فترة الأزمة المالية العالمية عام 2008 واجه الاقتصاد بطئًا خفيفًا. اتّخذت الهند إجراءات تحفيزية (مالية ونقدية) لدعم النمو وتوليد الطلب. في السنين التالية، انتعش النموّ الاقتصادي. حسب تقرير برايس ووتر هاوس كوبرز عام 2017، فإن الناتج الإجمالي المحلي الهندي في تساوي القوة الشرائية قد يتفوق على نظيره الأمريكي عام 2050. يقول البنك الدولي إن على الهند أن تركز على إصلاح القطاع العام والبنية التحتية والتنمية الزراعية أو الريفية وإزالة تشريعات الأرض والعمل، والإدماج المالي، وتحفيز الاستثمار الخاص والتصدير والتعليم والصحة العامة، من أجل الحفاظ على تنمية اقتصادية مستدامة.
في عام 2020، كان أكبر أقران التجارة مع الهند هم الولايات المتحدة والصين والإمارات العربية المتحدة والمملكة العربية السعودية وسويسرا وألمانيا وهونغ كونغ وإندونيسيا وكوريا الجنوبية وماليزيا. في 2019–20، كان الاستثمار الأجنبي المباشر في الهند يبلغ 74.4 مليار دولار. القطاعات الرائدة في الاستثمار الأجنبي المباشر هي قطاعات الخدمات والحاسوب والاتصالات. للهند اتفاقيات تجارة حرة مع دول كثيرة، منها آسيان وسافتا وميركوسور وكوريا الجنوبية واليابان ودول عديدة أخرى، هذه الاتفاقيات بعضها فاعل وبعضها في مرحلة المفاوضات.
يشكل قطاع الخدمات نصف الناتج الإجمالي المحلي ولم يزل القطاع الأسرع نموًّا، أما القطاع الصناعي والزراعي فيوظّفان معظم اليد العاملة. سوق بورصة بومباي وسوق البورصة الوطني كلاهما من أكبر أسواق البورصة في العالم من حيث القيمة السوقية. الهند سادس أكبر مصنّع في العالم، وتمثّل 3% من المخرجات الصناعية العالمية، وتوظّف أكثر من 57 مليون عاملًا. تقريبًا 66% من سكان الهند ريفيون، ويسهم هؤلاء بنحو 50% من الناتج الإجمالي المحلي. تحتفظ الهند برابع أكبر احتياطي من النقد الأجنبي في العالم، وقيمته 641.008 مليار دولار. الدين العام في الهند مرتفع إذ يبلغ 86% من الناتج الإجمالي المحلي، أما العجز المالي فيبلغ 9.5% من الناتج الإجمالي المحلي. واجهت المصارف الهندية التي تملكها الحكومة ديونًا متراكمة كثيرة، أدت إلى نمو ضعيف في الائتمان.  في الوقت نفسه، أحاطت بقطاع الشركات المالية غير البنكية أزمة سيولة. تواجه الهند بطالة معتدلة، وتفاوت صاعد في الدخل، وهبوط في الطلب الإجمالي. يبلغ التوفير الإجمالي المحلي 30.1% من الناتج الإجمالي المحلي في العام المالي 2019. في السنين الأخيرة، اتهم علماء ومؤسسات اقتصادية مستقلة الحكومة الهندية بتلفيق بيانات اقتصادية متنوعة، لا سيما نمو الناتج الإجمالي المحلي. كان الناتج الإجمالي المحلي للهند في الربع الأول من العام المالي 22 أقل بتسعة بالمئة تقريبًا منه في الربع الأول في العام المالي 20 في 2021.
الهند أكبر مصنّع في العالم للأدوية المكافئة، ويلبّي قطاعها الصيدلي أكثر من 50% من الطلب العالمي على اللقاحات. قطاع تقانة المعلومات في الهند مصدّر كبير لخدمات تقانة المعلومات إذ تبلغ عوائده 191 مليار دولار ويوظّف أكثر من 4 ملايين إنسان. الصناعة الكيميائية الهندية متنوعة جدًّا وتبلغ 178 مليار دولار. يسهم قطاع السياحة بنحو 9.2% من الناتج الإجمالي المحلي ويوظّف أكثر من 42 مليون إنسان. الهند هي الثانية عالميًّا في صناعة الغذاء والزراعة، وتبلغ الصادرات الصناعية نحو 53.09 مليار دولار. يتربّع قطاع البناء والعقارات في المرتبة الثالثة بين أكبر 14 قطاع من حيث الآثار المباشرة وغير المباشرة والناجمة في كل قطاعات الاقتصاد. تقدّر صناعة المنسوجات الهندية بنحو 100 مليار دولار وتسهم بـ13% من المخرَج الصناعي و2.3% من الناتج الإجمالي المحلي للهند، وفيها 45 مليون عامل مباشر. صناعة الاتصالات الهندية هي الثانية عالميًّا من حيث عدد الهواتف المحمولة والهواتف الذكية ومستخدمي الإنترنت. تتربع الهند في المرتبة 23 من حيث صناعة النفط وهي ثالث أكبر مستهلك له. صناعة السيارات الهندية هي الخامسة عالميًّا من حيث الإنتاج. تبلغ قيمة سوق المفرق في الهند 1.17 تريليون دولار، ويسهم هذا السوق بأكثر من 10% من الناتج الإجمالي المحلي للهند. وفي الهند أيضًا واحد من أسرع المتاجر الإلكترونية نموًّا. الهند رابع أكبر بلد من حيث الموارد الطبيعية، ويسهم قطاع التعدين فيها بـ11% من الناتج الإجمالي المحلي الصناعي و2.5% من الناتج الإجمالي المحلي الكلي. وهي أيضًا ثاني أكبر منتج للفخم في العالم، وثاني أكبر منتج للإسمنت، وثاني أكبر منتج للصلب، وثالث أكبر منتج للكهرباء.
جاءت الهند في المرتبة 40 وفق مؤشر الابتكار العالمي عام 2023،  وتقدّمت للمركز 39 وفق مؤشر الابتكار لعام 2024.

## التاريخ
على مرّ فترة مستمرّة تبلغ 1700 عام تقريبًا، منذ العام الأول للميلاد، كانت الهند أول اقتصاد، وأسهمت بـ35 إلى 40% من الناتج الإجمالي العالمي. حكم في الهند مزيج من الحمائية واستبدال الاستيراد والاشتراكية الفابيانية والديمقراطية الاشتراكية مدة من الزمن بعد انتهاء الحكم البريطاني. ثم اتصل الاقتصاد بالتوجيهية، وكان فيه تشريعات كثيرة، وسياسات حمائية، وملكية عامة واحتكارات كبيرة وفساد عام ونمو بطيء. منذ عام 1991، نقل التحرير الاقتصادي المستمر البلد إلى اقتصاد سوقي. في عام 2008، ثبتت الهند نفسها واحدةً من أسرع الاقتصادات نموًّا في العالم.

### العصور القديمة والوسطى

#### حضارة وادي السند
ألّف سكّان حضارة وادي السند، وهي مستوطنة دائمة ازدهرت بين 2800 و1800 قبل الميلاد، ألّفوا الحيوانات ومارسوا الزراعة واستعملوا أوزانًا وأقيسة موحدة، وصنعوا أدوات وأسلحة، وتاجروا مدنًا أخرى. تظهر الأدلة على الشوارع المخططة تخطيطًا جيدًا ونظام الصرف ونظام توفير المياه معرفتهم بالتخطيط الحضري، التي شملت أول نظام حضري معروف للصرف الصحي، ووجود نوع من الحكومة البلدية.

#### الساحل الغربي
استمرّت التجارة البحرية بكثافة بين جنوب الهند وجنوب شرق آسيا وغربها منذ الأزمة الأولى إلى القرن الرابع عشر بعد الميلاد. كلا ساحلي ملبار وكورومندل كانا مركزي تجارة مهمين منذ القرن الأول قبل الميلاد، واستعملا للاستيراد والتصدير والعبور كذلك بين حوض البحر المتوسط وجنوب شرق آسيا. مع الوقت، تنظّم التجار في جمعيات تلقت الرعاية الحكومية. يدعي المؤرخان تابان رايتشودوري وعرفان حبيب أن الرعاية الحكومية لتجارة البحار جاءت في آخر القرن الثالث عشر للميلاد، عندما كانت هذه التجارة تغلب عليها المجتمعات المحلية الفارسية والسورية المسيحية والمسلمة، أوّلًا في ملبار ثم في ساحل كورومندل.

#### طريق الحرير
يقترح علماء آخرون أن التجارة بين الهند وغرب آسيا وشرق أوروبا كانت فاعلة بين القرنين الرابع عشر والثامن عشر. في هذه الفترة، استقر التجار الهنود في سوراخاني، وهي ضاحية في باكو، أذربيجان. بنى هؤلاء التجار معبدًا هندوسيًّا، وهو ما يدل على أن التجارة كانت فاعلة ومزدهرة للهنود في القرن السابع عشر.
إلى الشمال، لعب ساحلا سوراشترا والبنغال دورًا مهمًّا في التجارة البحرية، واحتوت السهول الغانجية ووادي السند عدة مراكز للتجارة النهرية. كانت معظم التجارة البرية تمر بممر خيبر الذي يصل إقليم البنجاب بأفغانستان ثم إلى الشرق الأوسط وآسيا الوسطى. مع أن كثيرًا من الممالك والحكّام صكّوا عملات، كانت المقايضة شائعة. كانت القرى تدفع قسمًا من منتجاتها الزراعية للحكّام، أما الصناعيون فكانوا يقبضون جزءًا من المحاصيل أيام الحصاد مقابل خدماتهم.